# Sven Jonasson
Sven Jonasson (Borås, 1909. július 9. – Vargberg, 1984. szeptember 17.), svéd válogatott labdarúgó.
A svéd válogatott tagjaként részt vett az 1934-es és az 1938-as világbajnokságon, illetve az 1936. évi nyári olimpiai játékokon.